# Training Within Industry
 (septembre 2020).
Si vous disposez d'ouvrages ou d'articles de référence ou si vous connaissez des sites web de qualité traitant du thème abordé ici, merci de compléter l'article en donnant les références utiles à sa vérifiabilité et en les liant à la section « Notes et références ».

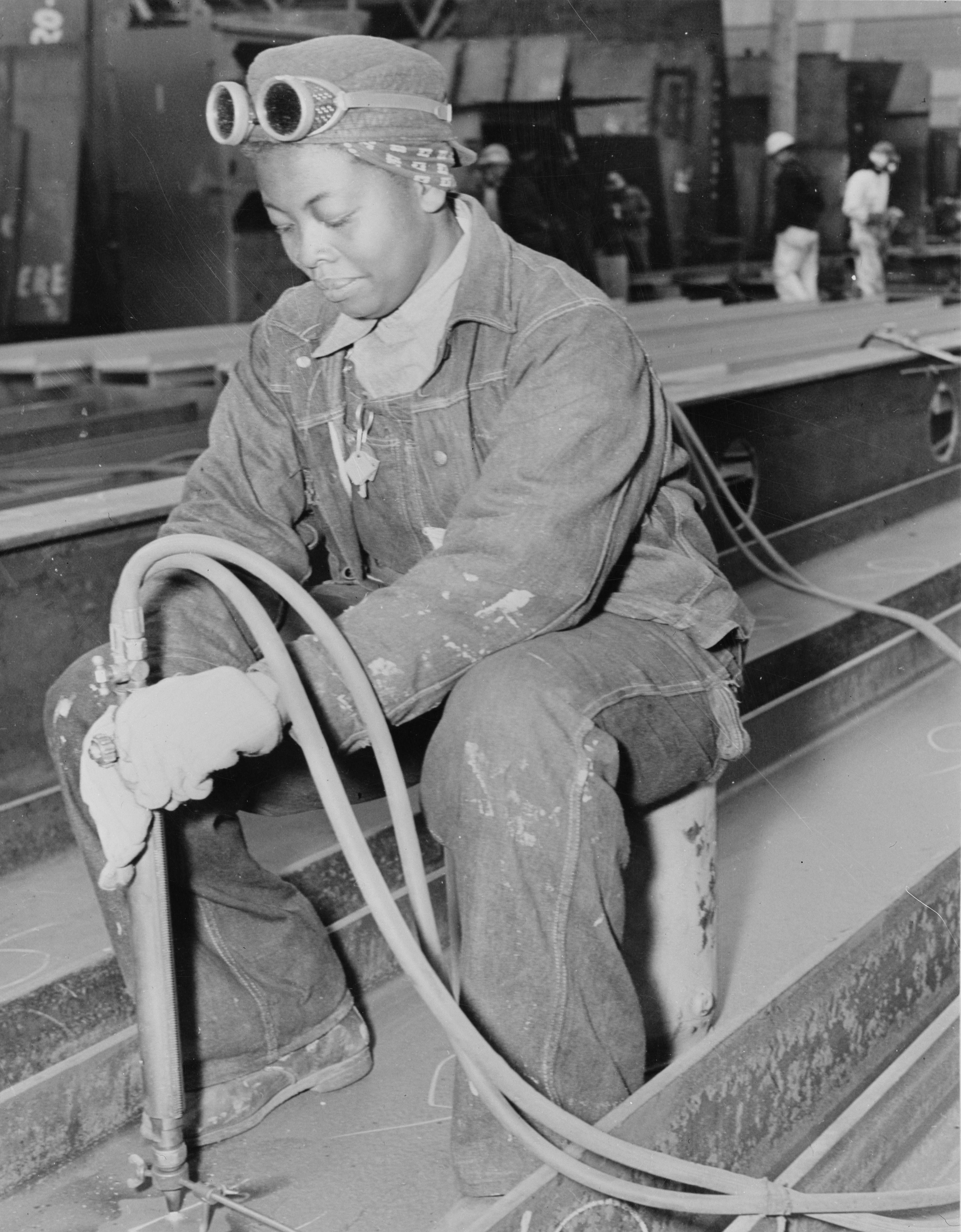
Femme travaillant à la construction d'un bateau de guerre en 1943-1944.

Le Training Within Industry (TWI) est une méthode pédagogique de formation en situation de travail.
Elle a été conçue à l’origine par le département de la Guerre des États-Unis de 1940 à 1945. Son objectif était de résoudre la pénurie de main-d'œuvre qualifiée au moment où l’effort de guerre américain demandait un accroissement de la production. Le Training Within Industry a permis de fournir des méthodes améliorées de formation professionnelle pour remédier à ce manque de qualification. Le programme s'est poursuivi après la guerre, en Europe et en Asie, où il a contribué à la reconstruction. Au Japon, ce programme a été à l'origine du concept de Kaizen et du système de production de Toyota (qui a à son tour donné le toyotisme).
Méconnue en France, la méthode Training Within Industry a évolué et devient aujourd'hui un outil de formation pour les nouvelles générations de managers. Désormais, les objectifs du programme sont d’implémenter ou de contribuer à l'« excellence opérationnelle » dans les entreprises. Le programme permet d'engager les premières lignes managériales et leurs collaborateurs dans une culture d'amélioration continue et de changement fondée sur la collaboration et l'intelligence collective. 

## Histoire

### Le contexte de la Seconde Guerre mondiale
En 1940, le président américain Franklin Delano Roosevelt promit d’aider les Alliés à lutter contre l'Allemagne nazie en lui donnant des fournitures militaires. Dans un premier temps, les États-Unis devaient rester en dehors des combats. Dans son discours, Roosevelt fit référence au « grand arsenal de la démocratie » que seraient l’Amérique et sa machine industrielle, en tant que principal fournisseur militaire de l'effort de guerre des Alliés. 
Cependant, le discours de Roosevelt marqua le déclin de la doctrine isolationniste et non-interventionniste des États-Unis. Par conséquent, l’implication américaine dans la guerre dépassa rapidement la simple fourniture de matériels militaires. L’entrée en guerre des États-Unis provoqua en conséquence une augmentation conséquente des forces armées américaines, qui grossirent en même temps que l’effort de guerre industriel. Une pénurie de main d’œuvre apparut rapidement et limita le développement de la production industrielle, indispensable à la victoire. 

### La création de la méthode Training Within Industry
Au début de la Seconde Guerre mondiale, une partie importante de la population américaine était toujours sans emploi à cause de la crise persistante de 1929. Peu qualifiée et non formée, le Training Within Industry fut créé par le Département de la guerre des États-Unis pour former rapidement et efficacement cette nouvelle main d’œuvre. L’objectif était de soutenir l’effort de guerre en formant chaque travailleur à atteindre son plus haut niveau de compétence en fonction de ses capacités personnelles.
À cause de l’intensité de la situation, plusieurs méthodes furent testées et abandonnées pour ne conserver que la plus efficace et aboutir à un ensemble de programmes concentrés. Pour structurer et déployer le programme Training Within Industry, les responsables du programme vont utiliser les méthodes et la philosophie de Charles R. Allen développées dans son ouvrage "The instructor, the man and the job". Sa Méthode en 4 étapes est au cœur des 4 programmes du Training Within Industry (5 sessions de 2 heures). 

### Après la Seconde Guerre mondiale
À l’issue de la guerre, il fut démontré que l’efficacité du programme dépassait largement la simple formation d’une nouvelle main d’œuvre qualifiée. Selon le War Production Board, le Training Within Industry permit de diminuer le temps de formation et le nombre de litiges de 25% dans 100% des entreprises ayant utilisé le programme. Dans 86% d’entre elles, la production augmenta de 25% et les pertes matérielles diminuèrent de 25% pour 55% de ces entreprises. 
À la fin de la Seconde Guerre mondiale, les États-Unis se donnèrent comme mission de reconstruire le potentiel industriel japonais et européen. La méthode ayant fait ses preuves pour soutenir l’effort de guerre américain, elle fut naturellement utilisée pour atteindre cet objectif de reconstruction d’après-guerre.  
C’est au Japon qu’elle démontre le plus sa force. Rapidement adoptée et intégrée dans les méthodes et la culture industrielle japonaise, elle devint notamment l’élément de base du système de production de Toyota. Les ingénieurs du Toyota System ont amélioré le système de production de l'époque et l’état d’esprit des managers de l’entreprise. Taiichi Ōno en tant que formateur TWI certifié va en être l'artisan et le principal leader pour donner naissance plus tard au Toyota Production System – communément appelé Lean Management. Aujourd'hui au sein de Toyota, la méthode Training Within Industry est encore enseignée et demeure le socle de ce système de performance durable et pérenne. 

## Les compétences développées
L’Institut français du Training Within Industry le définit aujourd’hui comme une méthode pédagogique de formation en situation de travail. Conçue par des opérationnels pour des opérationnels, elle a pour but d’initier ou de compléter les solutions Lean déjà en place au sein d’une organisation. Grâce à une démarche « Learning-by-doing », la méthode apporte aux encadrants, les compétences nécessaires pour notamment créer et former aux standards de travail, conduire le changement au sein de son équipe et améliorer les méthodes de travail, les process. 
Chaque programme de la méthode est basé sur celle de Charles Allen en quatre étapes : Préparer - Présenter - Appliquer - Tester. De la méthode initiale, cinq modules (ou programmes) ont été conservés et adaptés pour permettre le développement des cinq compétences-clés d’un bon manager Lean. Le programme actuel est composé de trois formations-piliers et de typo autres modules complémentaires : Job Instruction; Job Relations; Job Methods; Problem Solving; Job Safety.
Cette adaptation de la méthode Training Within Industry s’explique par les évolutions qu’a connu le monde industriel depuis le XXe siècle et la Seconde Guerre mondiale. Aujourd’hui, les programmes de la méthode permettent aux entreprises d’intégrer les principes fondamentaux du Toyota Production System appelé communément Lean Management et de construire, améliorer ainsi leur propre système de production. Le Lean Management a pour objectif d'améliorer les performances de l'entreprise par le développement des compétences de tous les salariés.

### Formation Job Instruction
Le programme « Job Instruction » permet aux managers de proximité de formaliser les bonnes pratiques terrain d’un expert, en standards de travail. Il permet aussi de développer des compétences pédagogiques pour former rapidement et efficacement les collaborateurs aux standards de travail. 
Issu du programme initial, le module « Job Instruction » enseigne comment décomposer efficacement un travail en tâches individuelles et comment les transmettre. Car les exigences d’une main d’œuvre polyvalente et de collaborateurs formés requièrent les meilleurs standards de travail, elle enseigne la meilleure méthode pour former et coacher de manière structurée les opérationnels, conditions premières de la stabilité des processus.
Les participants apprennent ainsi comment mettre en place les conditions nécessaires à la formation, présenter et développer une tâche, observer et accompagner le collaborateur grâce à un suivi adapté. 
Former rapidement un collaborateur à exercer son métier correctement, consciencieusement et en toute sécurité, est ainsi le but de ce premier module de la méthode. D’après l’Institut Training Within Industry France, la pratique de « Job Instruction » permet d'obtenir les bénéfices suivants : la réduction du temps de formation, la diminution des pertes et des non conformités, la baisse des accidents et l'augmentation de la satisfaction au travail.

### Formation Job Relations
Le programme « Job Relations » permet aux managers de proximité de développer leurs talents de Leadership et de construire des relations positives et constructives avec toutes les parties prenantes de leur service (collaborateur, collègue, client interne, externe). 
Le module « Job Relations » pose les fondations nécessaires à des relations professionnelles positives, comme le développement de la coopération, de l'engagement, de la motivation. Dans ce module, les encadrants et managers apprennent une méthode efficace et éprouvée pour anticiper les problèmes et assurer des bonnes relations : recueillir les faits, analyser et décider, mettre en œuvre les mesures et vérifier les résultats. Le principe repose sur : De bonnes relations procurent de bons résultats; de mauvaises relations, de mauvais résultats. 
Les bénéfices observés de la pratique « Job Relations » sont : le développement de productivité, la baisse de l’absentéisme et des risques psychosociaux, un meilleur climat et état d’esprit et un meilleur taux de rétention des collaborateurs.

### Formation Job Methods
Le programme « Job Methods » permet d’améliorer un processus de production, services, d’ingénierie en optimisant les ressources disponibles. La finalité de cette formation est de permettre aux équipes de produire plus en moins de temps, tout en disposant d’une meilleure utilisation du temps disponible des salariés, des équipements et du matériel.
Les participants, encadrants et managers, apprennent comment décomposer les tâches en éléments essentiels. Chaque détail est questionné de façon systématique afin de générer des idées d’amélioration. 
De nouvelles méthodes sont développées en éliminant, combinant, réarrangeant et simplifiant les étapes du processus. Les champs d’amélioration sont significatifs et concernent principalement la réduction des coûts par des gains de productivité, l’augmentation des cadences et l’optimisation des process de travail.

### Formation Problem Solving
Le programme « Problem Solving » permet aux managers de proximité de résoudre les problèmes opérationnels et de prendre les bonnes décisions avec leurs équipes. 
La résolution de problème est logiquement l’étape suivante pour une organisation qui après avoir mis en place les premiers modules Training Within Industry souhaite passer au niveau supérieur. Elle intègre les 3 premiers modules dans une méthodologie en 4 étapes : Isoler le problème, Construire la solution, Corriger le problème, Vérifier et évaluer les résultats. 
Le but de ce module est d’apporter aux équipes de managers et d’encadrants, un niveau supérieur de compétences en résolution de problèmes.

### Formation Job Safety
Le programme « Job Safety » permet aux managers de proximité de prendre les mesures et mener les actions nécessaires pour éviter les accidents.  
Basé sur le modèle Training Within Industry, en lien avec les compétences acquises dans les 3 modules, ce module met l’accent sur la santé et la sécurité. Le programme « Job Safety » fournit aux managers et aux encadrants, une structure qui engage les collaborateurs à identifier les risques et à les éliminer au regard des connaissances et compétences acquises. 
Conçu au Japon, ce module Job Safety ne fait pas partie du programme initial. Cependant, la méthode s’est adaptée aux exigences actuelles et la sécurité au travail joue aujourd’hui un rôle prépondérant dans les entreprises. 
Le module Job Safety a pour objectif de créer un environnement de travail sûr en formant les managers aux bonnes méthodes. Dans cette formation, les participants apprennent une méthode d’analyse des chaînes d'événements responsables d’accidents et de situations à risque. Les causes principales sont identifiées et solutionnées pour « briser la chaîne du risque ». 
Le module « Job Safety » met également l’accent sur les relations entre encadrants et employés. Elles jouent un rôle central dans la sécurité et dans la mise en place d’un environnement responsabilisant.

### La clé de la méthode: Learning by Doing ou Apprendre / Former en situation de travail
S’inspirant de la méthode originale de Charles Allen, les programmes Training Within Industry utilisent la philosophie du Learning-by-doing, c’est-à-dire l’apprentissage par l’expérience. Le programme s’appuie sur le principe éprouvé de Charles Allen, le processus en 4 étapes simples, claires et faciles à mettre en place : Préparer, Présenter, Appliquer et Tester. 
Pour s’assurer de la validité du Learning-by-doing, chaque module est divisé en 5 sessions de 2 heures. À l’issue de la session de la journée, les participants retournent sur leur lieu de travail pour utiliser directement la technique abordée le matin. Ils choisissent des situations issues de leur quotidien pour échanger et s’entraîner lors des prochaines sessions. 
Cette mise en application immédiate est un excellent moyen pour valider les acquis de la méthode Training Within Industry. Pour améliorer l’efficacité et la mémorisation des programmes, les formations s’adressent uniquement à des petits groupes (6 à 8 participants). Lors de la formation, les formateurs agréés s’assurent que les méthodes sont bien retenues et mises en œuvre directement. De nombreuses études attestent que l’efficacité et la mémorisation des formations Training Within Industry augmentent significativement dès lors que les contenus sont mis en œuvre immédiatement sur de réels problèmes ou projets. Les sessions en petit groupe permettent à chacun d’être impliqué et d’assurer ainsi le succès du programme. L’environnement de formation doit toujours être confidentiel, convivial et bienveillant.

## Le TWI aujourd'hui
Depuis 2001, le Training Within Industry est utilisé dans plusieurs centaines d’entreprises de renommée mondiale,,,. 
Les programmes offrent ainsi une méthode et des contenus pédagogiques structurés qui permettent aux managers, encadrants et plus généralement à toute personne qui en dirige d’autres, d’acquérir les compétences dont elles ont besoin. Comme vu précédemment, le programme est composé de trois piliers : Job Instruction, Job Relations et Job Methods, et de 2 autres modules Problem Solving et Job Safety. 
L’Institut TWI apporte des ressources, des formations et matériels pédagogiques pour mettre en place le Lean Management dans une entreprise. Cet organisme met en contact les praticiens du Training Within Industry avec les leaders de l’industrie et de l’entreprise. Grâce à cette initiative, la communauté Training Within Industry intègre un réseau croissant et large de formateurs certifiés qui déploient le programme à travers le monde et en France (450 en 2019). Le programme est aujourd’hui disponible en Français, en Anglais, en Espagnol, etc.
L’Institut certifie également les formateurs pour chaque module de la méthode. Chaque formation “Train the Trainer” prépare les participants à la méthodologie éprouvée du Training Wihtin Industry, garantit la pérennité et la durabilité des résultats en appliquant les plus hauts standards des premiers maîtres formateurs. La formation de l’Institut suit également la même philosophie du Learning By Doing : apprendre par l’expérience.